# Monseigneur
Monseigneur (Monsenhor) é um título honorífico em francês. Ele tem correspondente em português, bem, como pode ser um título antes do nome de um prelado francês, de um membro da Família Real ou de outro dignitário.
Monsignor (Monsenhor) é um título e um título honorífico na Igreja Católica Romana. Em países francófonos, ele é um Bispo, e esta ortografia também é comumente encontrado no inglês do Canadá.
Na França, monsignori não são geralmente tratadas como monseigneur, mas o termo mais comum monsieur l'abbé, como são sacerdotes. A forma plural é Messeigneurs.

## Endereçamento
Antes da queda da monarquia francesa de 1792, Monseigneur era equiparado a Sua Alteza Real, ou Sua Alteza, quando utilizado como parte do título de um príncipe real, como em Monseigneur le Comte de Provence. O rei Luís XIV promoveu o uso de Monseigneur sem o título e o estilo para o Delfim de França, mas este uso decaiu no século XVIII. Monarquistas franceses comumente se referem ao atual pretendente como Monseigneur. Em seu livro "Um Conto de Duas Cidades de Charles Dickens utiliza-se este título honorífico, como um coletivo substantivo que denota a grande nobreza como classe.
Esta forma de endereço esta em uso nos tribunais, na Bélgica, Luxemburgo, Mônaco e França. Príncipes reais são formalmente abordado no velho estilo francês. Por tradição, um príncipe belga ou luxemburguês é tratado como "Monseigneur" em vez de "Sua Alteza Real". A palavra "Monseigneur" é utilizada quando se dirigir a um príncipe em qualquer uma das línguas oficiais da Bélgica, não havendo um equivalente em holandês ou alemão. Na França, é também por vezes utilizado no endereçamento de Henri d'Orléans, Conde de Paris e Louis Alphonse, Duque de Anjou, dois pretendentes ao trono francês e Albert II, Príncipe Soberano de Mónaco (que sempre utilizam o estilo francês). A esposa do Príncipe é abordada como Madame.